# Colette Besson
Colette Besson, född den 7 april 1946, död den 9 augusti 2005, var en fransk friidrottare som tävlade under 1960-talet och 1970-talet på 400 meter.
Bessons genombrott kom vid Olympiska sommarspelen 1968 där hon genom en kraftfull spurt slog den brittiska storfavoriten Lillian Board och vann guldet på 400 meter. Hennes segertid, 52,03, var en kraftig förbättring av hennes personliga rekord.
På Europamästerskapen 1969 i Aten slutade hon tvåa på samma tid som landsmaninnan Nicole Duclos. Båda fick tiden 51,7 vilket innebar nytt världsrekord, Duclos dömdes dock som segrare efter granskning av målfotot. Vid samma mästerskap sprang Besson även sista sträckan i det franska stafettlaget på 4 x 400 meter. Även här krävdes målfoto för att avgöra om Besson eller Board som sprang sista sträckan för Storbritannien var först i mål och det visade sig att Board var först. 
Besson deltog även vid Olympiska sommarspelen 1972 där hon inte gick vidare till final. Hon blev emellertid fyra i stafett. 1977 avslutade hon sin aktiva karriär som friidrottare. Hon avled i lungcancer 2005.